# Sonatensatz, D 28 (Schubert)
La Sonatensatz en si bemoll major, D. 28, també coneguda com a Trio per a piano en si bemoll major, és una obra d'un sol moviment de Franz Schubert. Fou composta l'any 1812, immediatament després que, ja amb 15 anys, obtingués la seva plaça en el cor de la Capella Imperial de Viena a causa del canvi de veu. Schubert va dedicar gairebé tot l'agost de 1812 a escriure la que seria la seva primera obra per a corda i piano, però abandonà la composició després d'acabar-ne el primer moviment. També cal tenir en compte que fou l'any que va morir la seva mare, a qui estava molt unit. Tot i que és relativament poc coneguda, l'obra destaca entre la producció primerenca de Schubert i representa l'únic exercici dins el gènere abans dels seus celebrats trios per a piano D. 898 i D. 929, compostos 15 anys més tard.
Com altres obres d'aquest període, aquest moviment d'un trio per a piano està molt inspirat en models clàssics. Reflecteix, en part, les lliçons d'Antonio Salieri que havia començat a rebre, tot i que Schubert ja donava al cel·lo més protagonisme que el que s'observa en els trios per a piano de Mozart. Eva Badura-Skoda comenta que conté "...Alguns passatges encantadors i fins i alguns trets característics del genuí Schubert, ara aquí, ara allà, al llarg d'aquest moviment; però alhora, un encara pot sentir la manca d'experiència de Schubert."

## Estructura i anàlisi
L'obra consta d'un sol moviment en forma sonata amb la indicació Allegro. L'estructura de la forma sonata és notable, amb una exposició discursiva que incorpora nombrosos temes.
La seva interpretació dura aproximadament uns 10 minuts.